# Спартак (фільм, 1960)
«Спартак» (лат. Spartacus) — монументальний історичний фільм у жанрі пеплум 1960 року американського режисера Стенлі Кубрика. В основі фільму лежить повстання рабів під проводом раба і гладіатора Спартака проти Римської республіки. Фільм отримав чотири премії «Оскар».

## Сюжет
Спартак був рабом з самого народження. Бувши вправним і сильним хлопцем, він проходить навчання в школі гладіаторів, яка належить Лентулу Батіату. У цій школі молодих рабів готують для поєдинків, щоб розважити римську знать. Але Спартак абсолютно не схожий на інших гладіаторів, він мріє про свободу і хоче самостійно визначати своє життя. Йому вдається знайти багато друзів серед гладіаторів, всі ставляться до нього з повагою. Одного разу в школу Батіата прибуває консул Марк Красс, який просить влаштувати бій між двома парами гладіаторів. Смертельні двобої були заборонені, але Батіат йде на поступку Крассу.

## У ролях
| Актор          | Роль               |
| -------------- | ------------------ |
| Кірк Дуглас    | Спартак            |
| Лоуренс Олів'є | Марк Ліциній Красс |
| Джин Сіммонс   | Варінія            |
| Чарльз Лоутон  | Гракх              |
| Пітер Устинов  | Лентул Батіат      |
| Джон Гевін     | Юлій Цезар         |
| Ніна Фош       | Єлена Глабр        |
| Джон Айрленд   | Крікс              |
| Герберт Лом    | Тигран Левант      |
| Джон Долл      | Марк Публій Глабр  |
| Чарльз Макгроу | Марцелл            |
| Джоанна Барнс  | Клавдія Маріус     |
| Гарольд Стоун  | Давид              |
| Вуді Строуд    | Драба              |
| Пітер Брокко   | Рамон              |

## Нагороди
| Нагорода                               | Категорія                            | Номінований(а)          | Результат |
| -------------------------------------- | ------------------------------------ | ----------------------- | --------- |
| Оскар                                  |                                      |                         |           |
| Найкраща чоловіча роль другого плану   | Пітер Устинов                        | нагорода                |           |
| Найкраща робота художника-постановника | Александр Голіцен                    | нагорода                |           |
| Найкраща операторська робота           | Расселл Метті                        | нагорода                |           |
| Найкращий дизайн костюмів              | Білл Томас                           | нагорода                |           |
| Найкращий монтаж                       | Роберт Лоуренс                       | номінація               |           |
| Найкраща музика до фільму              | Алекс Норт                           | номінація               |           |
| Золотий глобус (1961)                  | Найкращий фільм — драма              | Найкращий фільм — драма | нагорода  |
| Золотий глобус (1961)                  | Найкраща робота режисера             |                         | номінація |
| Золотий глобус (1961)                  | Найкраща музика до фільму            |                         | номінація |
| Золотий глобус (1961)                  | Найкраща чоловіча роль другого плану |                         | номінація |
| Премія БАФТА у кіно (1961)             | Найкращий фільм                      | Найкращий фільм         | номінація |

## Цікаві факти
- Стенлі Кубрик взявся за постановку картини після того, як виконавець головної ролі Кірк Дуглас посварився з режисером Ентоні Манном. За словами Пітера Устінова, сцена на соляних копальнях була єдиною, яку встиг зняти Манн.
- Від постановки відмовився Девід Лін, а Лоуренс Олів'є не захотів поєднувати акторські та режисерські функції.

- Бувши співпродюсером фільму, Кірк Дуглас зумів наполягти на тому, щоб до роботи над картиною були залучені кінодраматург Далтон Трамбо та актор Пітер Брокко, які знаходилися в той час у «чорному списку».
- Кубрику не був наданий контроль над сценарієм, який він вважав «дурним моралізаторством». З того часу Кубрик повністю контролював виробництво своїх картин.
- Зі 167 днів, потрібних Кубрику для зйомок фільму, шість тижнів пішло на постановку масштабних бойових сцен, в яких 8500 статистів відтворювали битви між римськими військами та армією Спартака.
- Від ролі Варінії відмовилися Інгрід Бергман, Жанна Моро, Ельза Мартінеллі і Джин Сіммонс. В результаті її повинна була зіграти Сабіна Бетманн, однак, коли Кубрик прийшов в проєкт, він звільнив цю актрису і знов запросив Сіммонс, яка цього разу погодилася на його пропозицію.
- Сценарист Далтон Трамбо хотів, аби роль пірата була віддана Орсону Уеллсу. Але її в підсумку виконав Герберт Лом.
- Аби залучити зірок на ролі другого плану, Кірк Дуглас давав їм різні варіанти сценарію, в яких образи героїв виглядали найбільш переконливо.
- У фільмі Спартак був рабом з народження. Насправді він служив у допоміжних військах римської армії, втік, але був зловлений і проданий в рабство. Про це було відомо Стенлі Кубрику, але він вважав такий сюжетний поворот недостатньо героїчним.
- Юлій Цезар не командував гарнізоном Риму, і в принципі не міг командувати, оскільки на момент подій фільму в Римі просто не було гарнізону.
- В реальності Красс не горів бажанням переслідувати армію Спартака. Вважається, що вирішальна битва почалася зі спроби рабів заманити римлян у пастку. Крім того, Красс фактично виграв битву поодинці — роль Помпея обмежилася знищенням 5000 втіклих з поля бою рабів.
- Насправді Спартак був лише одним з керівників повсталих рабів, а не одноосібним лідером, як показано у фільмі.